# Live in New York City
| 전문가 평가                   | 전문가 평가  |
| 평가 점수                     | 평가 점수    |
| 출처                          | 점수         |
| ----------------------------- | ------------ |
| AllMusic                      | [ 1 ]        |
| MusicHound                    | [ 2 ]        |
| Rolling Stone                 | (favourable) |
| The Rolling Stone Album Guide | [ 4 ]        |

《Live in New York City》는 플라스틱 오노 엘리펀츠 메모리 밴드와 함께 영국의 록 음악가 존 레논의 사후 라이브 음반이다. 이 음반은 그의 미망인 오노 요코의 감독 하에 준비되었고 1986년에 그의 두 번째 공식 라이브 음반으로 발매되었는데, 첫 번째 음반이 《Live Peace in Toronto 1969》이다.

## 역사적 의의
《Live in New York City》에 기록된 콘서트는 레논의 단독 공연에서 리허설된 유일한 라이브 공연이었고, 비틀즈가 1966년에 은퇴한 이후 그의 첫 번째이자 마지막 공식 라이브 콘서트였다. 레논은 그의 비틀즈 경력 동안 결코 순회공연을 하지 않았다. 이 콘서트는 또한 그가 오노나 엘리펀츠 메모리과 함께 라이브 공연을 한 마지막 때를 기록했다.

## 곡 목록
모든 곡들은 특별한 언급이 없는 한 존 레논에 의해 작사/작곡하였다.
Side one
1. "New York City" – 2:56
2. "It's So Hard" – 3:18
3. "Woman Is the Nigger of the World" (레논, 오노 요코) – 5:30
4. "Well Well Well" – 3:51
5. "Instant Karma!" – 3:40

Side two
1. "Mother" – 5:00
2. "Come Together" (레논, 폴 매카트니) – 4:21
3. "Imagine" – 3:17
4. "Cold Turkey" – 5:29
5. "Hound Dog" (리버/스톨러) – 3:09
6. "Give Peace a Chance" – 1:00

### 비디오 곡 목록
1. "Power to the People"
2. "New York City"
3. "It's So Hard"
4. "Woman Is the Nigger of the World" (레논/오노)
5. "Sisters, O Sisters" (오노)
6. "Well Well Well"
7. "Instant Karma!"
8. "Mother"
9. "Born in a Prison" (오노)
10. "Come Together" (레논-매카트니)
11. "Imagine"
12. "Cold Turkey"
13. "Hound Dog" (리버/스톨러)
14. "Give Peace a Chance"

## 인증
| 국가                       | 인증 | 판매량/출하량 |
| -------------------------- | ---- | ------------- |
| 미국 (RIAA)                | 골드 | 500,000^      |
| ^출하량을 기반으로 한 인증 |      |               |